# كأس ويلز 2013–14
كأس ويلز 2013–14 (بالإنجليزية: 2013–14 Welsh Cup)‏ هو الموسم 127 من كأس ويلز. أقيم خلال الفترة 12 أغسطس 2013 وحتى 3 مايو 2014، وأشرف على تنظيمه اتحاد ويلز لكرة القدم، وكان عدد الأندية المشاركة فيه 191، وفاز فيه ذا نيو سينتس.